# Bitwa pod Świecinem

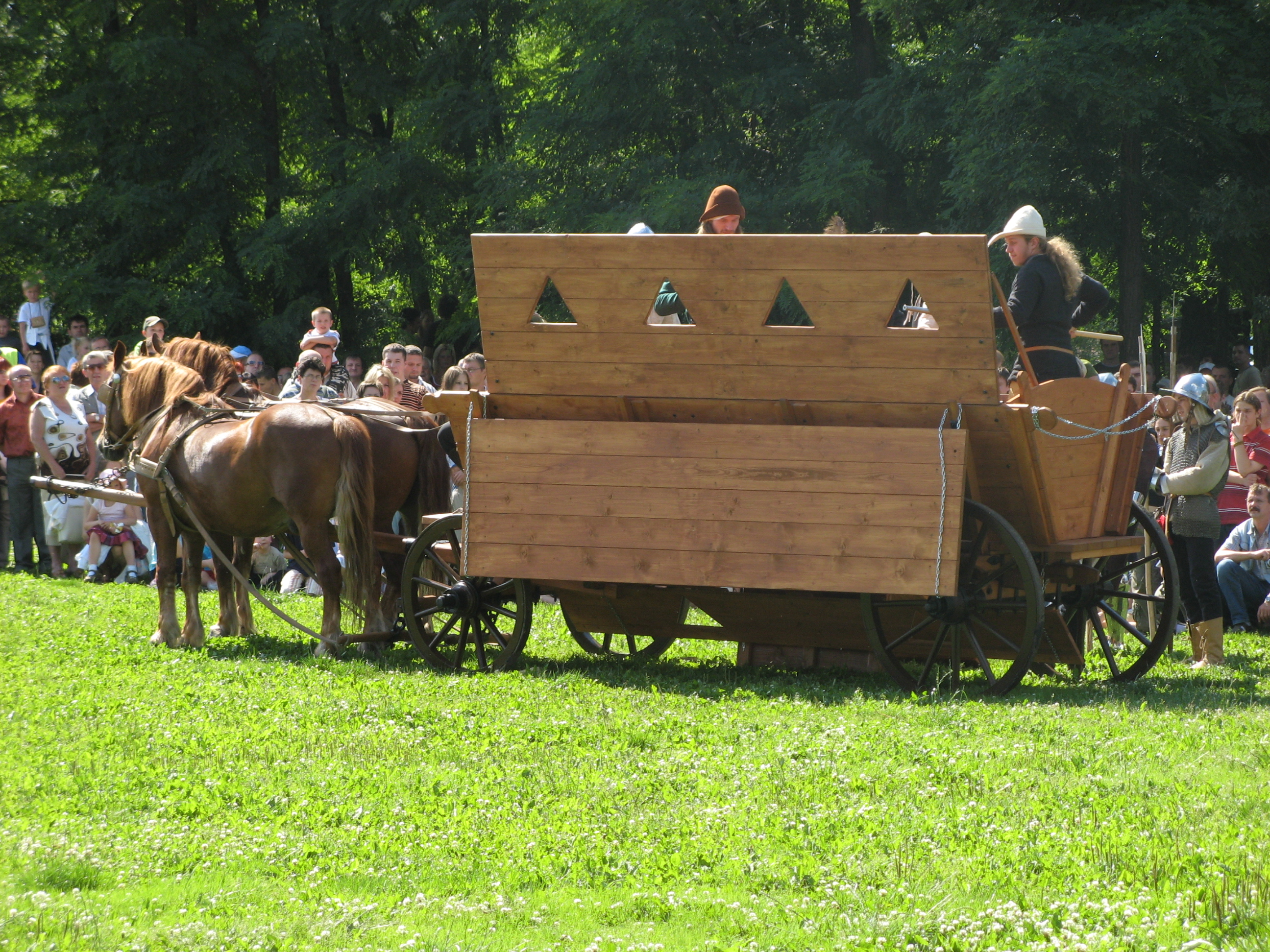
Husycki wóz bojowy (replika) tworzący po połączeniu obóz warowny

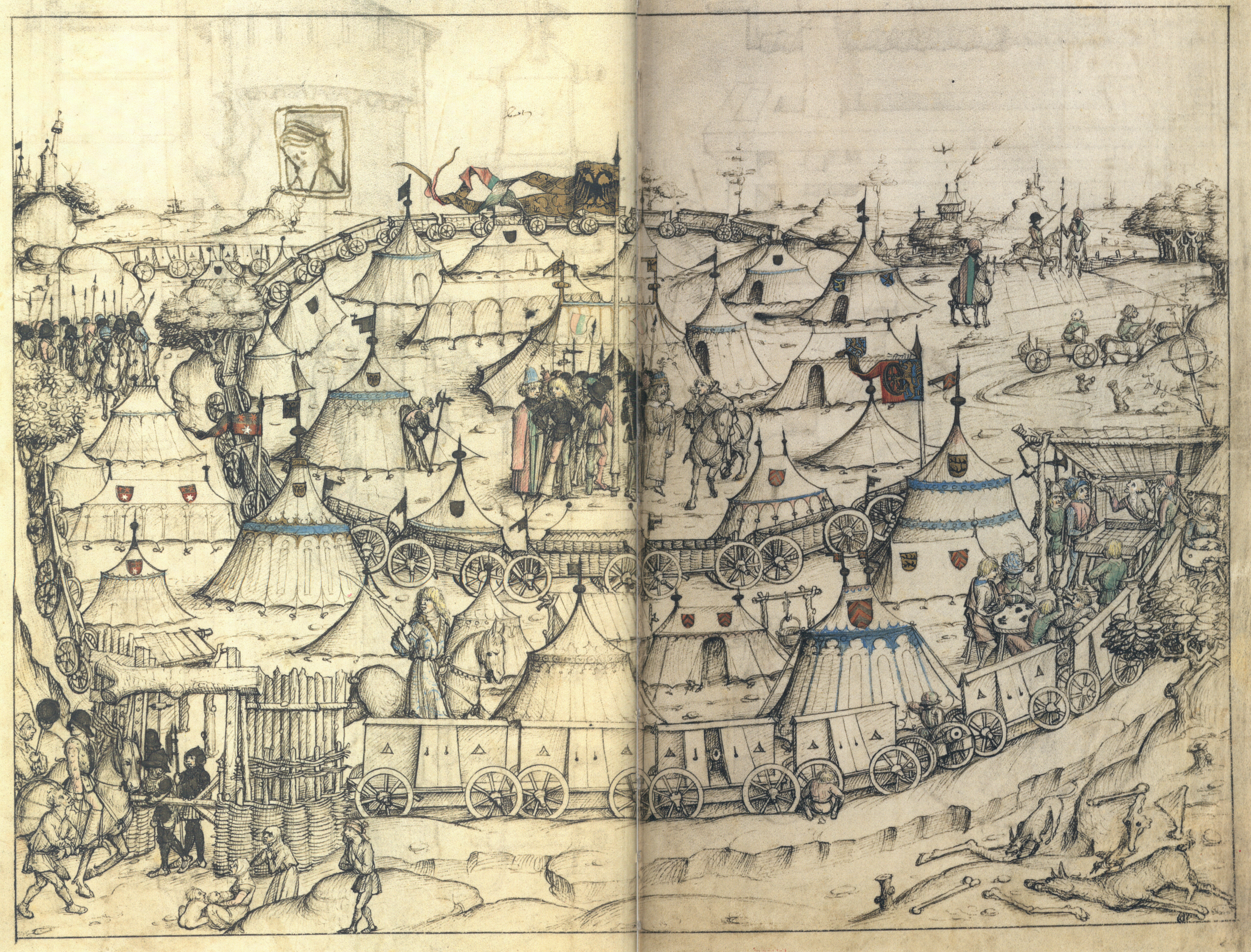
Tabor warowny (około 1480)

Bitwa pod Świecinem (niem. Schlacht bei Schwetzin) – starcie zbrojne, które miało miejsce 17 września 1462 podczas wojny trzynastoletniej.

## Sytuacja ogólna przed bitwą
Na początku wojny trzynastoletniej toczącej się pomiędzy wojskami zakonu krzyżackiego (głównie wojska zaciężne) a wojskami polskimi króla Kazimierza Jagiellończyka, polskie pospolite ruszenie z Wielkopolski liczące prawie 21 tysięcy ludzi, wspierane wojskami nadwornymi, poniosło klęskę w bitwie pod Chojnicami 18 września 1454. Bitwa ta wykazała brak zdolności dowódczych młodego króla oraz niskie walory rycerzy z pospolitego ruszenia, które od kilkudziesięciu lat nie uczestniczyło w wojnach.
Polacy w połowie 1462 kontrolowali w Prusach już tylko Żuławy z Gdańskiem, Elbląg, Frombork, połowę ziemi chełmińskiej, południowe Pomorze i Nidzicę. Nowo uchwalony podatek w Polsce oraz pomoc finansowa miast pruskich, których mieszkańcy pragnęli przyłączenia do Polski, umożliwiły królowi polskiemu zaciąg wojsk zawodowych. Ich nowym dowódcą został doświadczony dowódca wojsk zaciężnych – burgrabia krakowski Piotr Dunin, który dokonał desantu na Sambię i odblokował oblężony Frombork.
10 września 1462 Dunin wyruszył na czele 1,5–2 tysięcy żołnierzy w kierunku Pucka i Lęborka, które zamierzał zdobyć. Krzyżacy pod Lęborkiem dysponowali prawie 2700 żołnierzami. Ich dowódca – Fritz Raweneck liczył również na pomoc 600 ludzi jazdy Eryka II, księcia słupskiego, będących już w drodze. Do Dunina natomiast dołączył spory oddział zaciężnych z Gdańska (o którym jednak Krzyżacy się nie dowiedzieli). Z Torunia wyruszył też jako wsparcie dla Polaków oddział kawalerii zaciężnej w sile 500 żołnierzy.

## Bitwa
Nocą z 16/17 września Dunin założył obóz obronny typu husyckiego pod wsią Świecino. Otoczony przez Krzyżaków mógł liczyć tylko na doświadczenie swych zawodowych żołnierzy. Na polecenie Krzyżaków miejscowi chłopi zatarasowali wszelkie drogi ucieczki. Nieprzyjaciel postanowił szybko i całkowicie rozprawić się z wojskami polskimi, licząc na znaczną przewagę i wiedząc o spodziewanych posiłkach z Torunia. Wstrzymał jednak atak dostrzegając, że siły są wyrównane, a Polacy zdołali się okopać w taborze. Pierwszy zaatakował Dunin, który dysponując mniej licznym oddziałem konnicy, sprowokował kontratak Krzyżaków. Jazda polska wycofała się i umożliwiła ostrzał jazdy krzyżackiej przez ukrytych w lesie i trzcinach kuszników. Jej pogrom umożliwił Duninowi atak na słabo jeszcze umocniony obóz krzyżacki. Bitwa była zacięta, lecz po śmierci dowódcy Rawenecka, wojska krzyżackie załamały się – część się od razu poddała (około 70 ludzi), a reszta rzuciła do ucieczki.
Ponieważ wszystkie drogi wcześniej zostały zablokowane, a konnica krzyżacka prawie całkowicie zniszczona, pogrom uciekających był przesądzony. Przyjmuje się, że zginęło ponad 75% wojsk krzyżackich.
Pod koniec bitwy pojawiły się posiłki Eryka II, jednak widząc porażkę Krzyżaków, słupski książę nie zaatakował, natomiast zaatakowali Polacy, zmuszając jego wojska do ucieczki.

## Po bitwie
Bitwa ta uważana jest przez historyków za punkt zwrotny w działaniach wojny trzynastoletniej, ponieważ wkrótce po niej wojska polskie rozpoczęły ofensywę, spychając Krzyżaków do obrony. Bitwa wykazała zdolności polskiego dowódcy i pozbawiła nieprzyjaciela wojsk na lewym brzegu Wisły. W lipcu 1463 Dunin rozpoczął oblężenie zamku w Gniewie, który padł w styczniu 1464, co przywróciło komunikację między Gdańskiem i Królestwem Polskim, a jednocześnie zablokowało zakonowi drogę na zachód Europy.